# ТЕЦ ABPR 1, 2
12°58′5″ пн. ш. 101°7′5″ сх. д. / 12.96806° пн. ш. 101.11806° сх. д.
ТЕЦ ABPR 1, 2 — теплоелектроцентраль у тайській провінції Районг, майданчик якої знаходиться в центральній частині індустріальної зони Amata City Rayong.
У 2013 році на майданчику станції стали до ладу два парогазові блоки потужністю 123 МВт та 124 МВт, у кожному з них дві газові турбіни живлять через відповідну кількість котлів-утилізаторів одну парову турбіну. Окрім електроенергії кожен блок постачає підприємствам індустріальної зони технологічну пару в обсягах 30 тонн на годину.
Відповідно до запровадженої в Таїланді програми сприяння малим ТЕЦ, кожен блок отримав довгостроковий контракт на викуп 90 МВт потужності державною електроенергетичною компанією Electric Generating Authority of Thailand (EGAT).
Як паливо станція використовує природний газ (неподалік проходить газотранспортний коридор Районг — Бангпаконг).
Безпосередніми власниками блоків виступили компанії Amata B.Grimm Power Rayong 1 та Amata B.Grimm Power Rayong 2, головним власником яких є тайський конгломерат B.Grimm Group. Іншим важливим учасником є компанія Amata Corporation, що опікується кількома індустріальними зонами.
Можливо відзначити, що на півдні та півночі тієї саме індустріальної зони діють ТЕЦ ABPR 3, 4 та ТЕЦ ABPR 5.